# 托马什·西沃克
托马什·西沃克（1983年9月15日—佩尔赫日莫夫），捷克足球运动员，现效力于土超布尔萨。